# 圣迪迪耶德比佐讷
圣迪迪耶德比佐讷（法語：Saint-Didier-de-Bizonnes，法語發音：[sɛ̃ didje də bizɔn]，意为“比佐讷的圣迪迪耶”）是法国伊泽尔省的一个市镇，位于该省西北部，属于拉图尔迪潘区。

## 地理
圣迪迪耶德比佐讷（45°28'2"N, 5°21'4"E）面积7.2 平方千米，位于法国奥弗涅-罗讷-阿尔卑斯大区伊泽尔省，该省份为法国东南部内陆省份，北起顺时针与安省、萨瓦省、上阿尔卑斯省、德龙省、阿尔代什省、卢瓦尔省和罗讷省。
与圣迪迪耶德比佐讷接壤的市镇（或旧市镇、城区）包括：贝尔蒙、比佐讷、埃多什、弗拉谢尔。

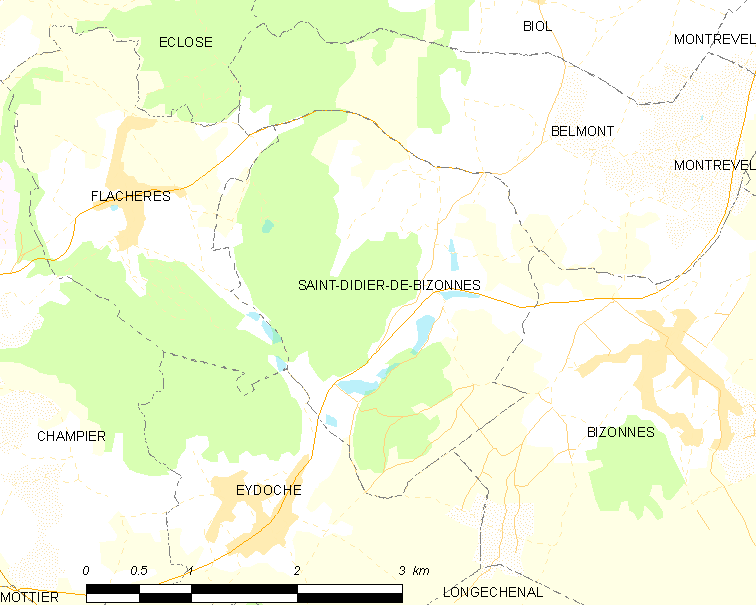
圣迪迪耶德比佐讷的OSM定位图

圣迪迪耶德比佐讷的时区为UTC+01:00、UTC+02:00（夏令时）。

## 行政
圣迪迪耶德比佐讷的邮政编码为38690，INSEE市镇编码为38380。

## 政治
圣迪迪耶德比佐讷所属的省级选区为大朗斯县。

## 人口

1962-2008年间圣迪迪耶德比佐讷人口变化图示

圣迪迪耶德比佐讷于2022年1月1日时的人口数量为330人。